# Prunus minutiflora
Prunus minutiflora — вид квіткових рослин із підродини мигдалевих (Amygdaloideae).

## Біоморфологічна характеристика
Це кущ, сильно гіллястий, 10–20 дм, слабо-шипуватий. Листки опадні; ніжка 1–2(6) мм, гола; пластина еліптична чи обернено-яйцювата, 0.5–1.6(3.5) × 0.3–0.8(2.1) см, краї зазвичай цілі, іноді нерівномірно зубчасті (іноді зубчасті на довгих пагонах), зубці від гострих до тупих, верхівка зазвичай тупа чи округла, іноді шпиляста, поверхні голі. Суцвіття — поодинокі квітки. Квіти розпускаються після появи листя; гіпантій дзвоноподібний, 2–3 мм, зовні голий; чашолистки розпростерті, трикутні, 0.7–1.5 мм, краї цілі, поверхні голі; пелюстки білі, оберненояйцеподібні, 2–3.5 мм. Кістянки червонувато-коричневі, кулясті чи яйцеподібні, 9–12 мм, тонко запушені; мезокарпій від шкірястого до сухого; кісточки від яйцюватих до кулястих, не сплощені. Цвітіння: лютий–березень; плодоношення: травень–червень.

## Поширення, екологія
Ареал: Мексика (Чіуауа); США (Техас). Діапазон висот: 100–700 метрів. Зустрічається на сухих вапнякових схилах, піщаних преріях, каньйонах і уступах на плато Едвардс.

## Використання
Цей вид є вторинним генетичним родичем персика (Prunus persica), тому його можна використовувати як донора генів для покращення врожаю. Також вважається, що він має особливу цінність для місцевих бджіл.

## Загрози й охорона
Надмірне випасання худобою та боротьба з пожежами з моменту поселення людей призвели до деградації середовища проживання на плато Едвардс, а розширення міст, зокрема Остіна та Сан-Антоніо, також становить значну загрозу для середовища існування плато Едвардс, що залишилося. У Національному парку Біг-Бенд відбувається відновлення пасовищ для відновлення територій, уражених ерозією ґрунту. Однак невідомо, чи зустрічається Amygdalus minutiflora в цьому національному парку.